# Stazione di Lauria
La stazione di Lauria è una stazione ferroviaria dismessa della vecchia linea a scartamento ridotto Lagonegro-Spezzano Albanese delle Ferrovie Calabro Lucane costruita a servizio di uno dei più grossi comuni della Basilicata, Lauria, in provincia di Potenza, fuori dal centro abitato lungo la SP exSS 19 delle Calabrie.

## Storia

### Progetto
La legge Baccarini (29 luglio 1879, n. 5002), per la costruzione di nuove linee di completamento della rete ferroviaria del Regno, designò la linea che da Reggio Calabria-Paola-Castrocucco portava ad Eboli come linea d'importanza internazionale e quindi di prima categoria. Il progetto prevedeva di collegare Eboli a Castrocucco attraverso due arterie ferroviarie distinte, una litoranea e l’altra interna. Quest'ultima, in particolare, partendo da un innesto sulla tratta Eboli-Romagnano della ferrovia Battipaglia-Potenza-Metaponto in fase di ultimazione e passando per il Vallo di Diano, Lagonegro e la Valle del Noce, quindi Lauria, avrebbe dovuto congiungersi nei pressi del castello di Castrocucco di Maratea alla prevista ferrovia Tirrenica Meridionale; da qui si sarebbe potuto proseguire in direzione sud verso il capolinea di Reggio Calabria e in direzione nord verso Salerno attraverso la variante passante per il Cilento e nuovamente Eboli. La spesa maggiore per la sua costruzione risultava a carico dello Stato per 200 255 000 lire (escluso il materiale mobile), mentre per le province e i comuni interessati si aggirava attorno ai 10 745 000 lire.
La scelta sul tracciato aveva, ancor prima che la legge fosse promulgata, diviso le regioni interessate, Campania, Basilicata e Calabria, in due fazioni contrapposte: quella favorevole al percorso interno e quella più propensa a seguire la costa. La Provincia di Basilicata, più di tutte, si era battuta per il percorso interno dichiarando di essere addirittura disposta ad autofinanziarsi gli studi preventivi dell'area pur di far valere i suoi obiettivi di spesa contro quelli del Ministero dei lavori pubblici. Tali dissidi non facilitarono la stesura di un progetto definitivo per il tronco di linea Lagonegro-Castrocucco, tanto che al 1898 una relazione della Società per le Strade Ferrate del Mediterraneo riportava che era stata portata a termine solamente la tratta Sicignano degli Alburni-Lagonegro (1892) ma addirittura nulla era stato ancora presentato per la tratta da Rivello a Castrocucco. L'anno dopo l'ingegnere capo dell'ufficio tecnico dell'amministrazione provinciale di Basilicata, Decio Severini, si pronunciò negativamente sulla fattibilità di questa tratta ritenendola enormemente costosa. Ciò nonostante il consigliere della Provincia di Basilicata, Michele Lacava, considerava invece il progetto della linea lagonegrese fondamentale per risolvere l'annoso problema dell'isolamento sociale ed economico dell'area.
Nel frattempo lo Stato stava già studiando una soluzione alternativa fin dal 1884 con l'obiettivo di realizzare una linea di terza categoria a scartamento ridotto che si collegasse alle aree interne della Calabria con uno sforzo tecnico-economico minore di quello previsto per una linea ferroviaria di prima categoria a scartamento ordinario come invece era previsto nel progetto originale in relazione alla tratta Lagonegro-Castrocucco. Solo quando il Presidente del Consiglio si recò in Basilicata nel settembre del 1902 lo stesso Giuseppe Zanardelli, allora capo del governo dell'Italia unita, fu in grado di rendersi conto personalmente dell'arretratezza del territorio del circondario di Lagonegro, il quale risultava ancora sprovvisto di una via rotabile. Incaricò perciò l'ingegnere capo del Genio Civile, Eugenio Sanjust, affinché preparasse un piano tecnico per la realizzazione della linea Lagonegro-Castrovillari che si concretizzò finalmente con la legge speciale n. 140 del 31 luglio 1904 (art. 60). Nella relazione del 1906 della neonata azienda di stato delle ferrovie, FS, si evinceva infatti che il progetto della linea Lagonegro-Spezzano Albanese era già in studio ma soltanto per la tratta Spezzano-Castrovillari si trovava in uno stato avanzato; ancora nulla invece era stato avviato per la tratta Lagonegro-Castrovillari ed in particolare per il tronco Lagonegro-Lauria, sebbene l'azienda avesse manifestato la ferma volontà di avviarne l'appalto.

Le difficoltà del Compartimento di Napoli, dovute all'alluvione del 1905 prima e all'eruzione del Vesuvio del 1906 dopo, causarono un rallentamento nei piani di esecuzione dell'opera, i quali entrarono in una lunga fase di stallo con l'avvento della prima guerra mondiale. La tratta tra Lagonegro e Laino Borgo entrò in servizio soltanto nel 1929 e nel giorno dedicato alla celebrazione dell'ottavo Capodanno fascista. Dalla legge che concepì il progetto fino alla messa in esercizio della stazione di Lauria erano intanto trascorsi 50 anni.

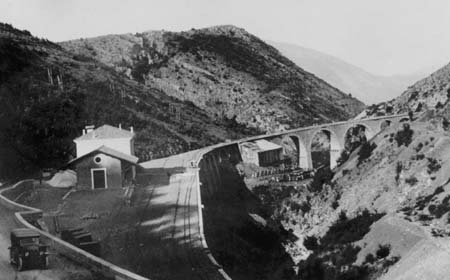
Cantiere negli anni 20
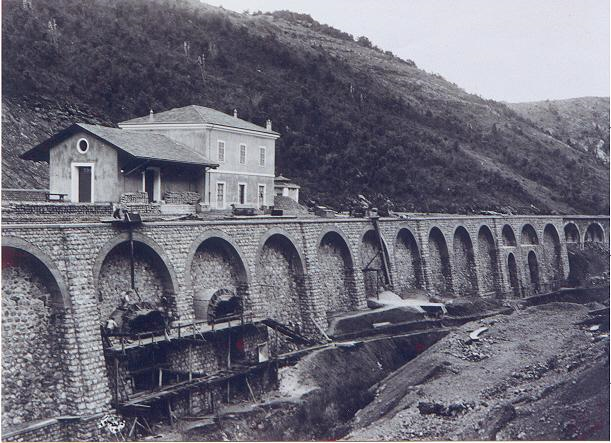
Completamento dell'imponente muro di contenimento posto al di sotto della sede rotabile
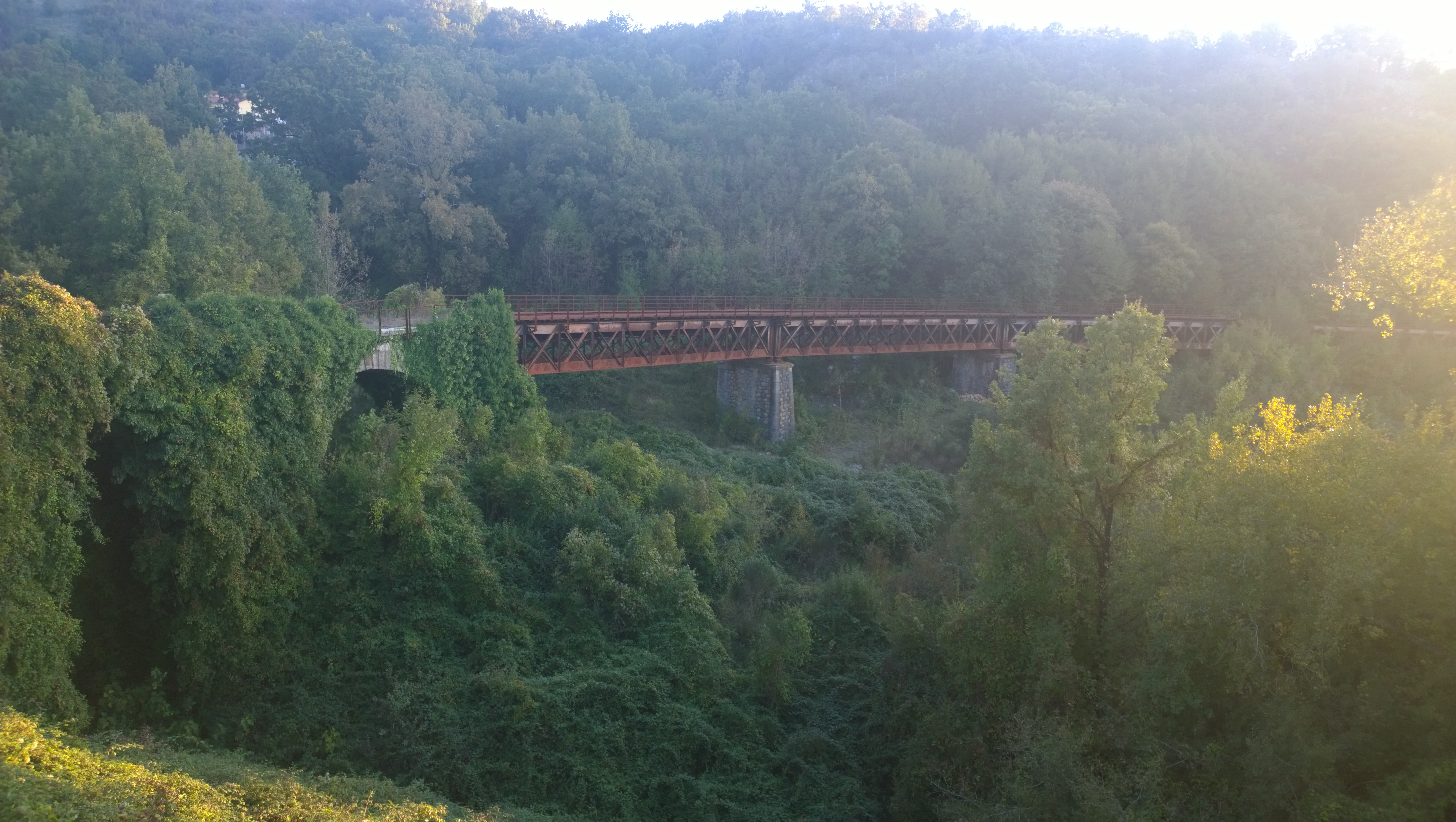
Il ponte ferroviario nei pressi del cimitero
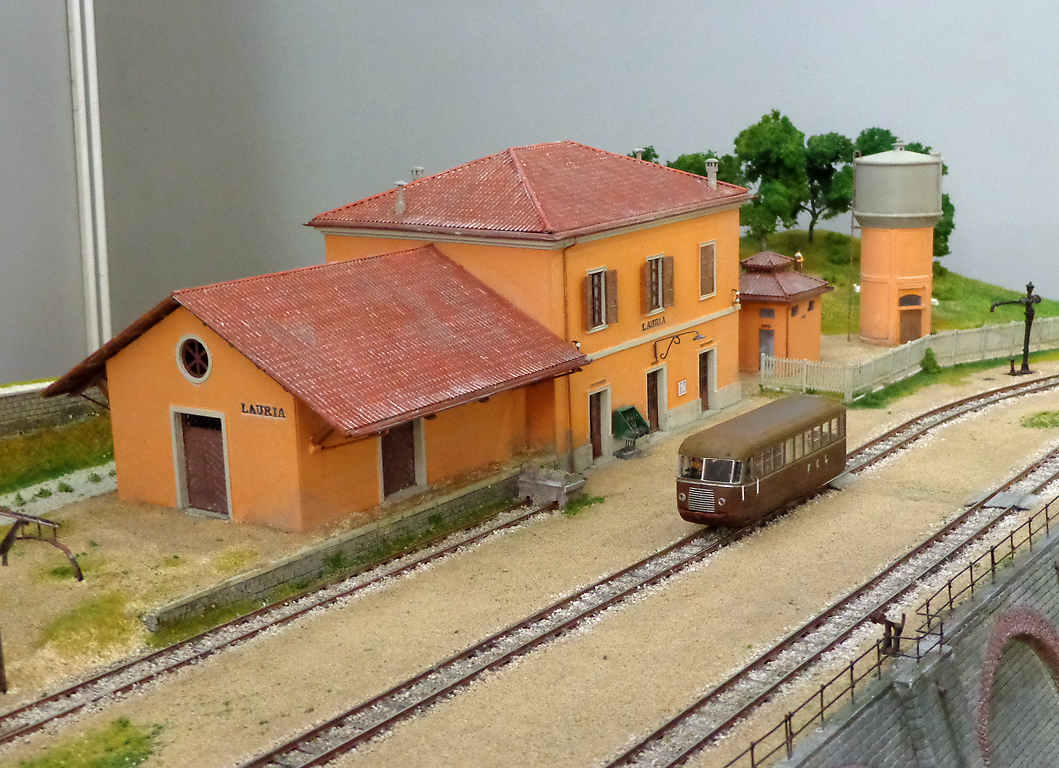
Modello in scala H0 della stazione esposto alla fiera Hobby Model Expo del 2012

### 50 anni di servizio

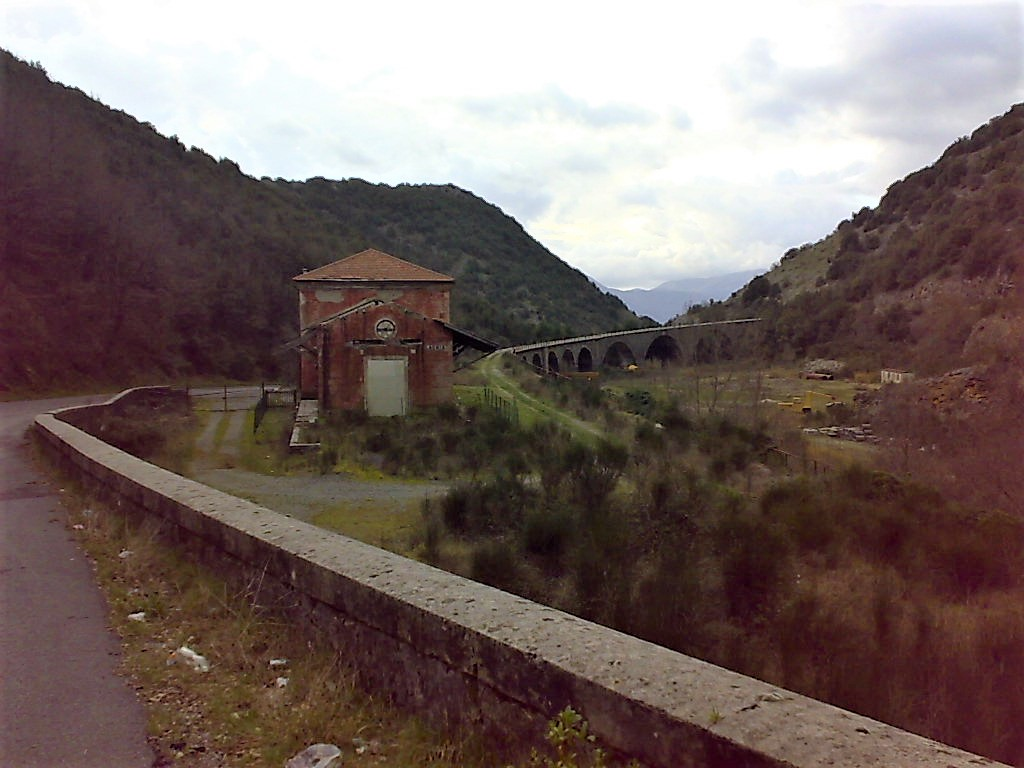
La stazione ormai dismessa e abbandonata

Seguendo il percorso rotabile, la stazione di Lauria era la sesta del primo tronco a scartamento ridotto (950 mm), inaugurato il 28 ottobre 1929 (VIII E.F.), della ferrovia Lagonegro-Spezzano Albanese ed era compresa tra la stazione di Pastorella e la stazione di Galdo; insieme a quella di Bivio Latronico, che le precedeva e a quella di Prestieri che le seguiva, esse erano tutte situate in territorio di Lauria. Il tronco di Lauria si collegò al più antico della linea, Castrovillari-Spezzano Albanese, risalente al 1915, quando fu inaugurato l'ultimo tratto Laino Borgo-Morano Calabro, il 1º luglio 1931.
La linea ferroviaria era percorsa da piccoli treni a vapore per il trasporto passeggeri e/o merci e in seguito dalle caratteristiche Emmine a due assi chiamate dalla gente Litturini.
In seguito al progressivo isolamento della linea delle Ferrovie Calabro Lucane dalla rete ferroviaria nazionale in conseguenza dei cedimenti strutturali dei viadotti di Lagonegro prima (1952) e Cassano all'Ionio dopo (1970), la società sospese inizialmente il servizio il 18 giugno 1978 per poi sopprimere ufficialmente la tratta Lagonegro-Spezzano Albanese il 20 gennaio 1979 e con essa la stazione di Lauria.

### Il set cinematografico
La stazione è apparsa nel film Basilicata coast to coast nella parte in cui quattro dei protagonisti, tra cui lo stesso regista Rocco Papaleo, fanno una doccia improvvisata e sono colti di sorpresa dalla telecamera di Tropea (Giovanna Mezzogiorno), figlia dell'onorevole Limongi. All'inizio della scena si nota subito un primo piano dell'iscrizione della stazione sul fabbricato viaggiatori; poi l'intera struttura in muratura e, nello sfondo, quello che era il deposito merci.